# هنریک نادلر
هنریک نادلر (مجاری: Henrik Nádler; ۱۹ مارس ۱۹۰۱ – ۱۲ مهٔ ۱۹۴۴) بازیکن فوتبال اهل مجارستان بود.
از باشگاه‌هایی که در آن بازی کرده‌است می‌توان به باشگاه فوتبال ام‌تی‌کی بوداپست اشاره کرد.
وی همچنین در تیم ملی فوتبال مجارستان بازی کرده‌است.